# ردوود (میسیسیپی)
ردوود (به انگلیسی: Redwood) یک منطقهٔ مسکونی در ایالات متحده آمریکا است که در شهرستان وارن، میسیسیپی واقع شده‌است.